# Aurseulles
Aurseulles è un comune francese di nuova costituzione in Normandia, dipartimento del Calvados, arrondissement di Vire. Il 1º gennaio 2017 è stato creato accorpando i comuni di Anctoville, Longraye, Saint-Germain-d'Ectot e Torteval-Quesnay.